# Quebrada Santa Julia
La quebrada Santa Julia está ubicada justo al norte del poblado de Los Vilos, (litoral de la provincia de Choapa) y es conocida por los rastros arqueológicos encontrados allí.

## Excavaciones arqueológicas
El sitio con ocupaciones del período Paleoindio, Quebrada Santa Julia, así denominado, atestigua la presencia de cazadores de megafauna de hace 13.000 años. Por ahora, es el único sitio paleoindio de la costa andina donde se ha registrado de manera indiscutible una punta de proyectil lanceolada asociada a fauna extinta. 
Es un pequeño campamento en el borde de una antigua laguna litoral, donde se reconoció una breve ocupación humana vinculada al faenamiento de presas de fauna extinta, transportadas desde una localidad cercana. A pesar de estar tan cerca de la costa, estos cazadores no explotaron los recursos del mar, solo se alimentaron de fauna terrestre. 
De las piedras que se utilizaron para confeccionar los instrumentos líticos, destaca el cristal de cuarzo con el que fabricaron la punta de proyectil encontrada junto a los huesos de un caballo americano (Hippidion saldiasi). Esta materia prima se encuentra a unos 30 km al interior de Los Vilos, indicando que los cazadores tenían un amplio radio de movilidad, que incluía tanto la costa como los valles interiores del norte semiárido.